# Kati Outinen
Anna Katriina Outinen, mais conhecida como Kati Outinen (Helsínquia, 17 de agosto de 1961) é uma atriz finlandesa.
Em 2002, ela recebeu o prêmio de Melhor Atriz no Festival de Cannes por seu trabalho em Mies vailla menneisyyttä.